# Ruderkanal Krylatskoje
Der Ruderkanal Krylatskoje (russisch Гребной канал «Крылатское») ist ein künstlicher See im westlichen Moskauer Stadtteil Krylatskoje, der seit 1973 als Regattastrecke für Kanu- und Rudersport verwendet wird.

## Geschichte
Der Ruderkanal wurde in den Jahren 1972 und 1973 für die Ruder-Europameisterschaften 1973 in unmittelbarer Nähe der Moskwa im Moskauer Stadtteil Krylatskoje errichtet.
Für die Olympischen Spiele 1980 wurde die Anlage um das Velodrom zum Sportkomplex Krylatskoje erweitert. Die Wettkämpfe im Rudern und Kanu fanden in Krylatskoje statt.
Anlässlich der Kanurennsport-Weltmeisterschaften 2014 wurde die Anlage überholt und renoviert.

## Eigenschaften
Der Ruderkanal Krylatskoje verfügt über zwei Bahnen: eine Wettkampfbahn mit 2340 m Länge und 125 m Breite sowie eine Trainingsbahn mit 75 m Breite. Es handelt sich um die weltweit erste Anlage mit einem abgetrennten Trainingskanal.
Für Ruderwettbewerbe stehen sechs Bahnen, für Kanuwettbewerbe neun zur Verfügung.
Die teilweise überdachte Haupttribüne im Zielbereich im Süden des Ruderkanals verfügt über eine Kapazität von 3500 Sitzplätzen. Sie befindet sich nicht parallel zum Ufer, sondern ist im Winkel dazu positioniert, um eine bessere Sicht auf die Wettkämpfe auf dem Wasser zu ermöglichen. Bei  den Olympischen Spielen 1980 betrug die Kapazität der Anlage mit temporären Tribünen insgesamt 14530 Sitz- und 5000 Stehplätze.

## Veranstaltungen
- Ruder-Europameisterschaften 1973
- Junioren-Weltmeisterschaften im Rudern 1979
- Olympische Sommerspiele 1980 (Rudern und Kanusport)
- Kanurennsport-Weltmeisterschaften 2014
- Red Bull Flugtag Moskau 2015
- Kanu-Drachenbootweltmeisterschaft 2016

## Galerie

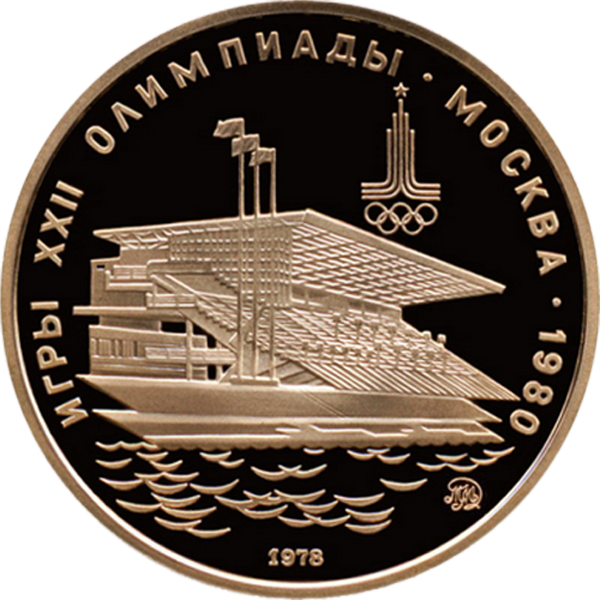
100-Rubel-Münze anlässlich der Olympischen Spiele 1980
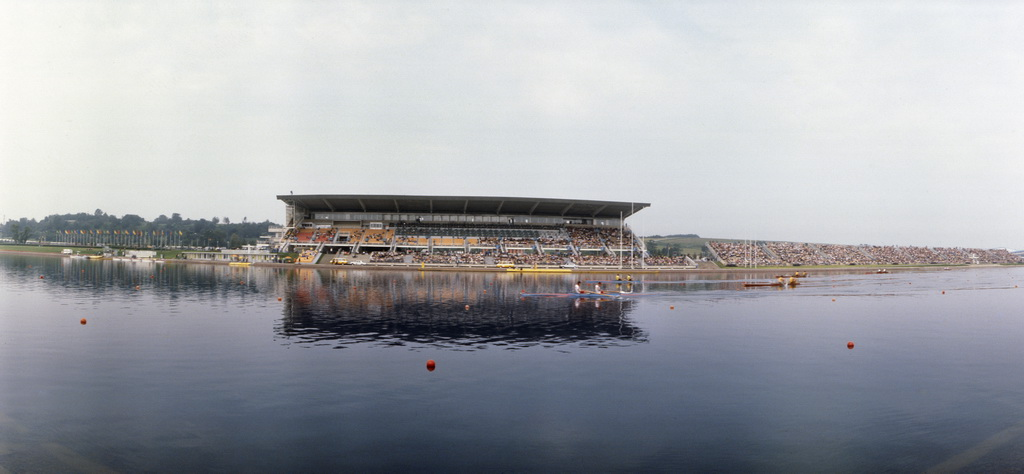
Die Tribünen während der Olympischen Spiele 1980
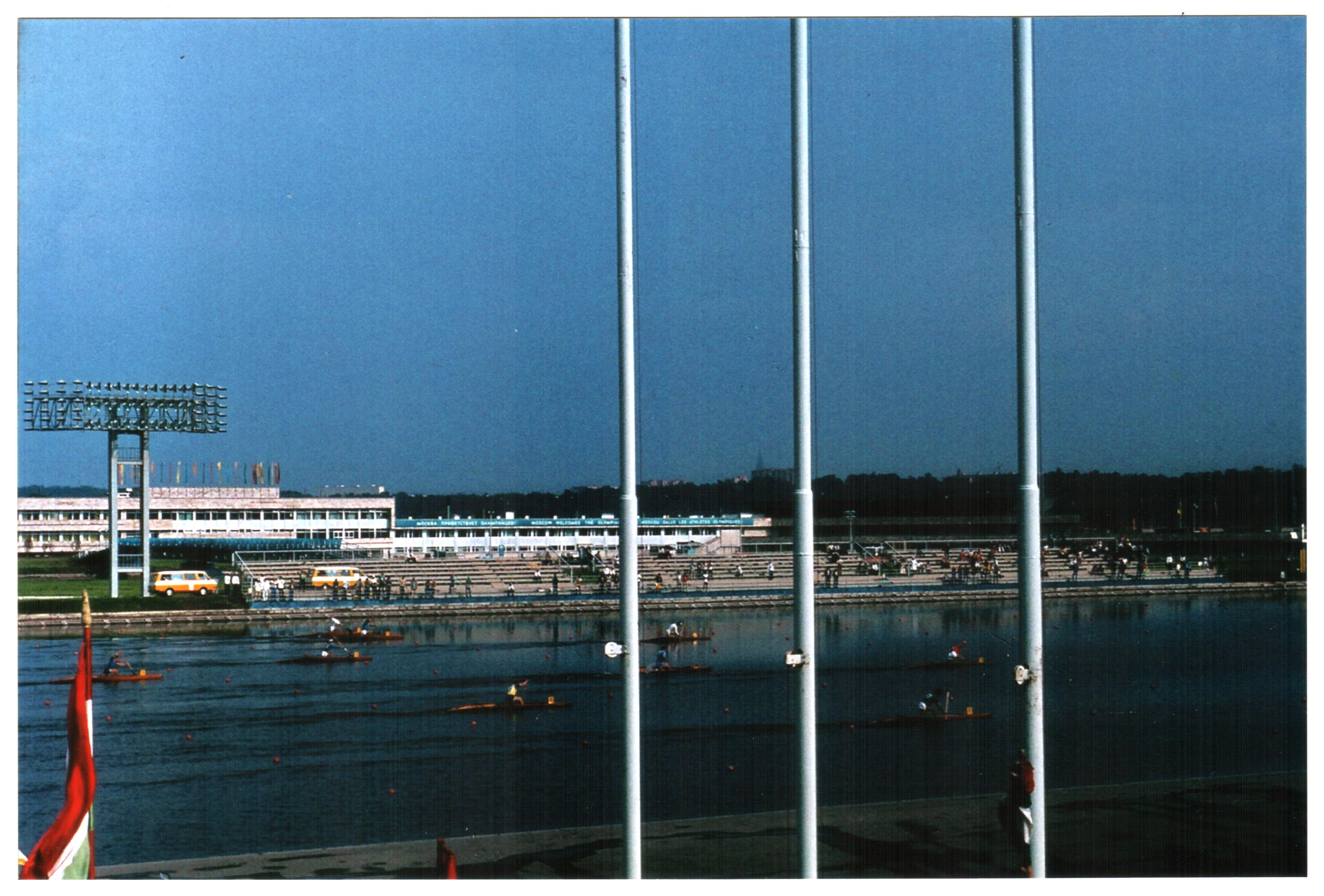
Der Zielbereich während der Olympischen Spiele 1980
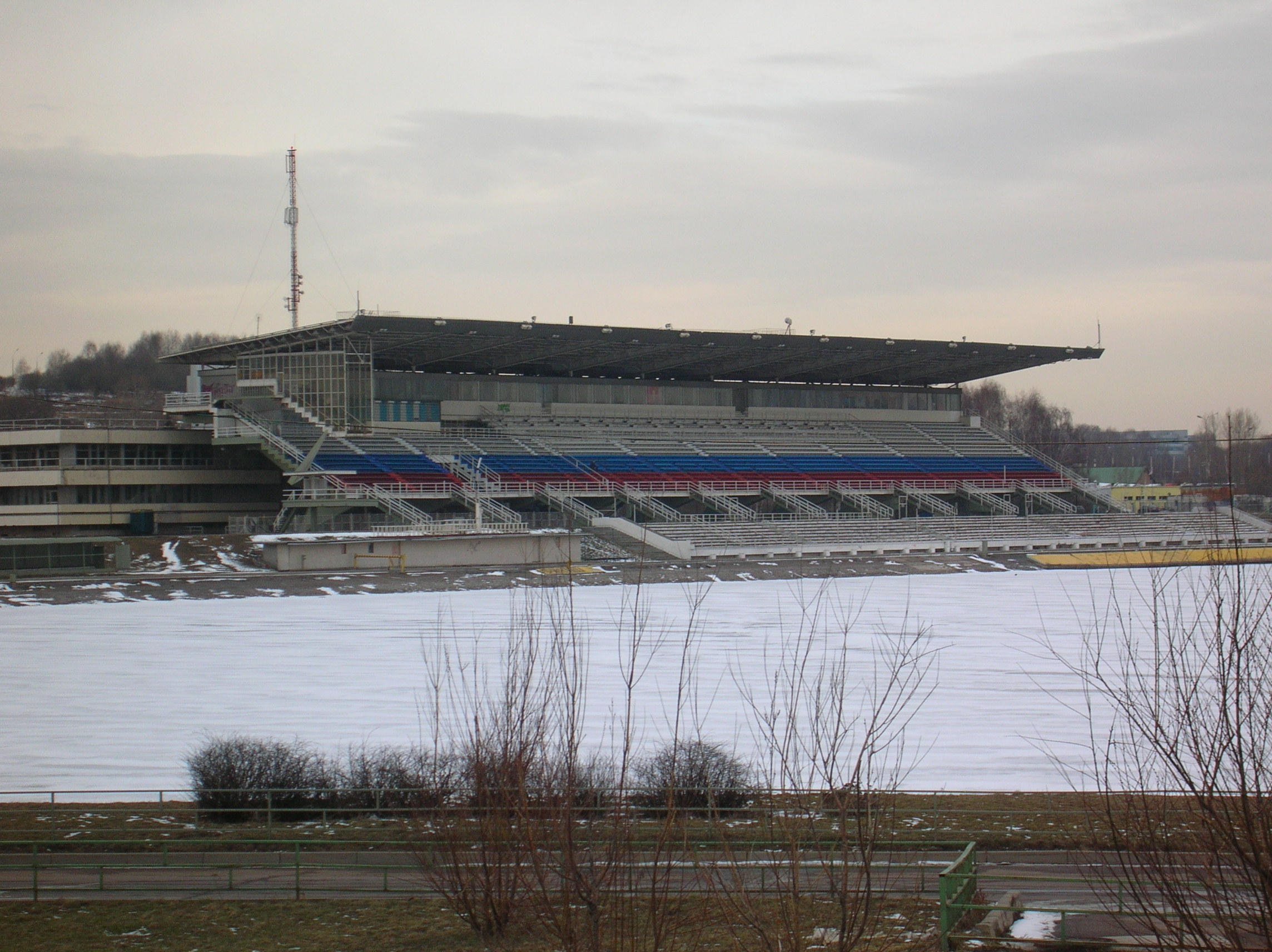
Haupttribüne im März 2008
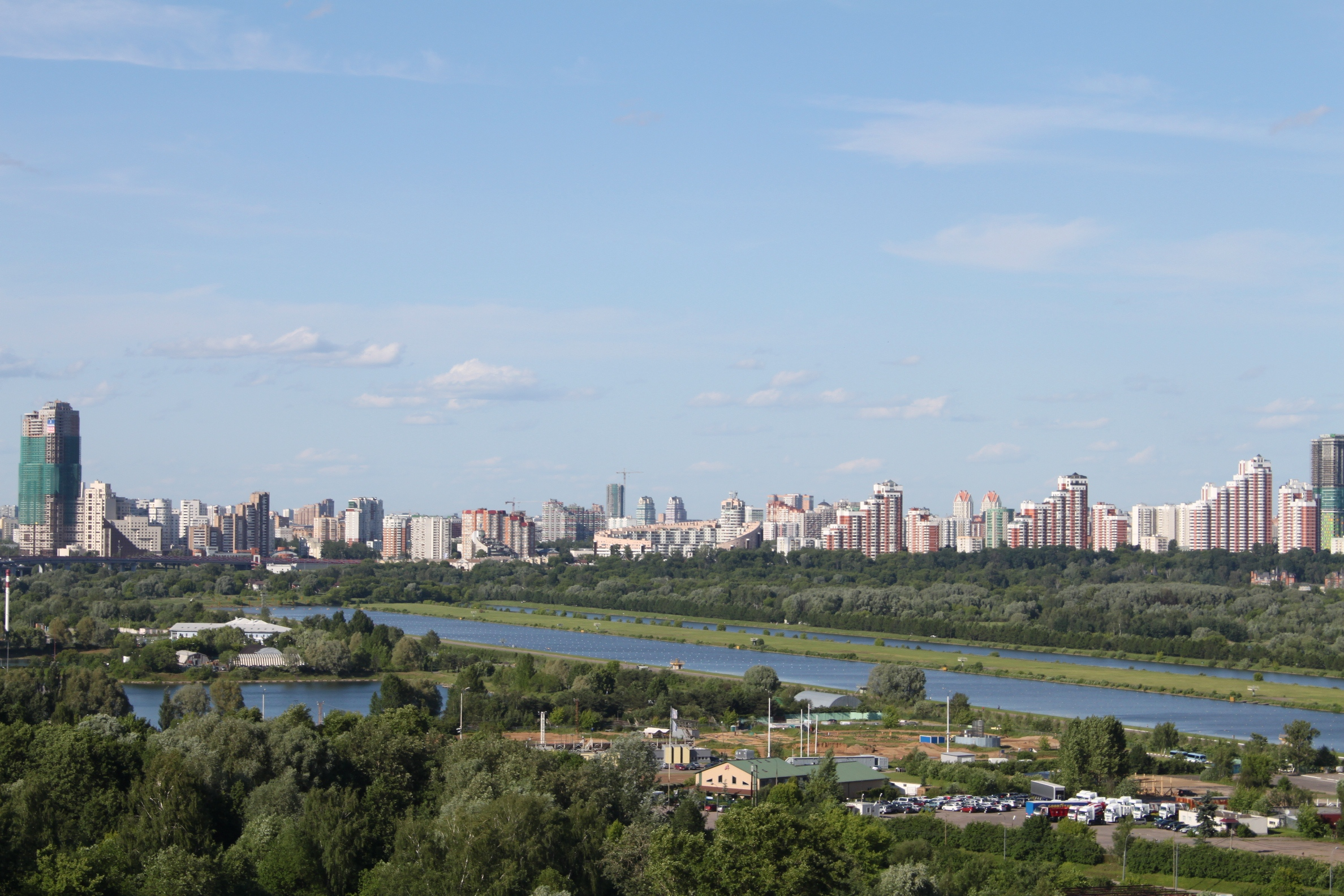
Die Anlage im Jahr 2010
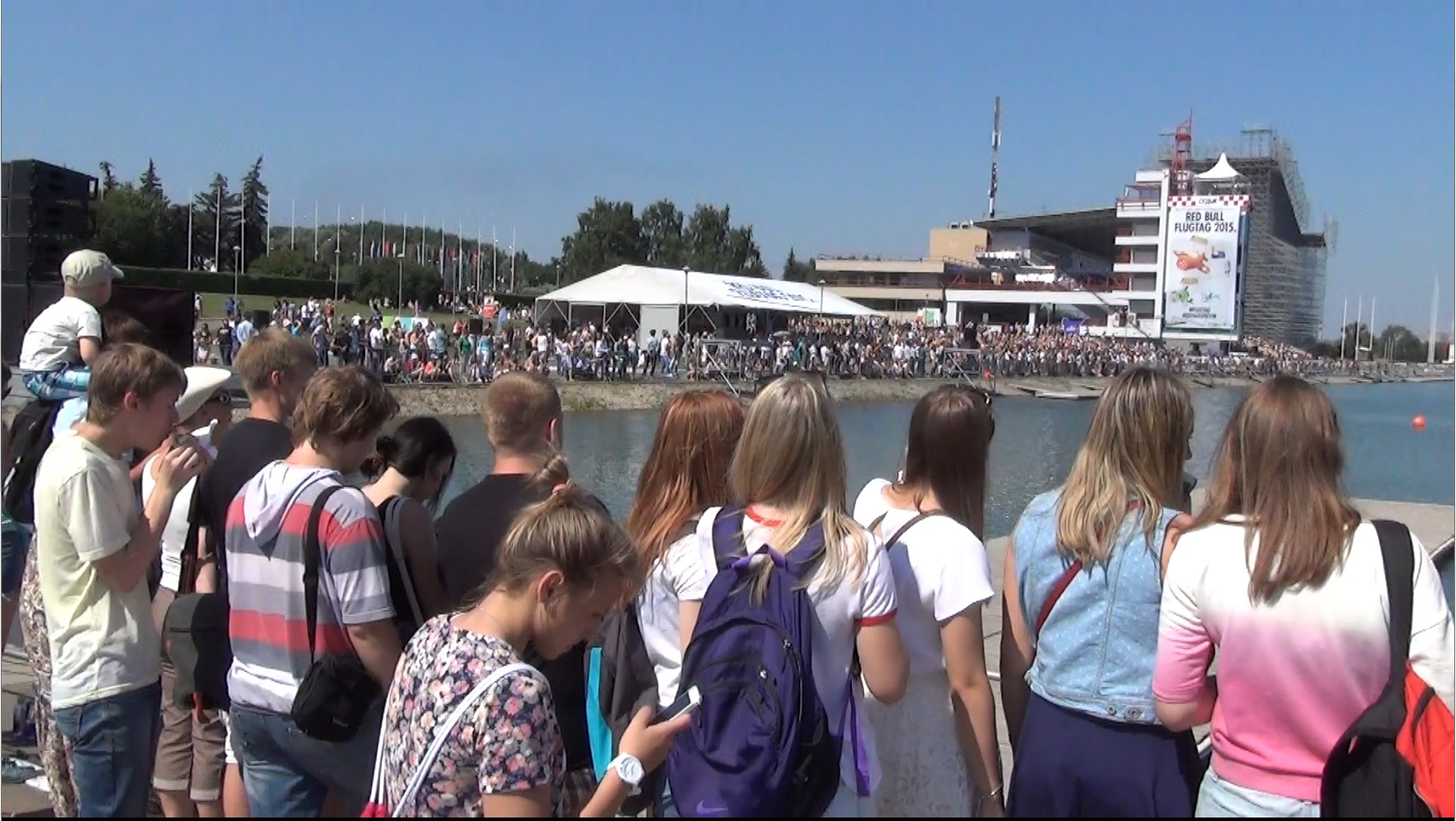
Während des Red Bull Flugtages 2015